# Bathyraja simoterus
Bathyraja simoterus — вид хрящевых рыб рода глубоководных скатов семейства Arhynchobatidae отряда скатообразных. Обитают в умеренных водах северо-западной части Тихого океана. Встречаются на глубине до 540 м. Их крупные, уплощённые грудные плавники образуют округлый диск со треугольным рылом. Максимальная зарегистрированная длина 101 см. Не являются объектом целевого промысла.

## Таксономия
Впервые новый вид был научно описан в 1967 году как Breviraja simoterus. Голотип представляет собой взрослого самца длиной 94,1 см, пойманного у Хоккайдо, Япония. Видовой эпитет происходит от слов др.-греч. σῑμός — «курносый» и лат. teres — «отшлифованный».

## Ареал
Эти скаты обитают в северо-западной части Тихого океана у в водах Японии. Встречаются на глубине от 96 до 540 м.

## Описание
Широкие и плоские грудные плавники этих скатов образуют ромбический диск с широким треугольным рылом и закруглёнными краями. Позади глаз имеются брызгальца. На вентральной стороне диска расположены 5 жаберных щелей, ноздри и рот. На хвосте пролегают латеральные складки. У этих скатов 2 редуцированных спинных плавника и редуцированный хвостовой плавник.
Расстояние между спинными плавниками составляет 0,5—1 % длины тела, количество позвонков в прекадуальном отделе 41—90. Количество шипов, образующих срединный хвостовой ряд 22—28. По сравнению с Bathyraja pantera у этих скатов передняя часть тела короче и ́уже, хвост короче, ширина рта составляет 8,1—9,1 %. Максимальная зарегистрированная длина 101 см.

## Биология
Эмбрионы питаются исключительно желтком. Эти скаты откладывают яйца, заключённые в роговую капсулу с твёрдыми «рожками» на концах. Длина капсулы около 12 см, а ширина 9 см.

## Взаимодействие с человеком
Эти скаты не являются объектом целевого лова, могут попадаться в качестве прилова. Международный союз охраны природы ещё не оценил охранный статус вида.